# Horsey Horseless

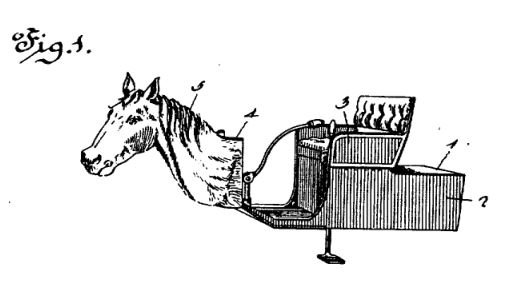
Desenho do Horsey Horseless.

Horsey Horseless ou Horsey Horseless Carriage, foi o projeto de um automóvel desenvolvido pelo norte-americano Uriah Smith, um pregador adventista de Battle Creek, no Michigan.

## Projeto
O projeto, patenteado em 1899, constituía numa pequena carruagem de dois lugares tracionada por um motor a combustão. Uriah complementou o desenho, fixando a cabeça de um cavalo de madeira em três dimensões de tamanho natural na frente do automóvel. Este "adereço" foi adaptado ao projeto por uma particularidade: uma forma de apaziguar os animais quando do encontro com o veículo e evitar que os mesmos tivessem reações abruptas. Conforme a documentação da patente, o inventor descrevia que no encontro entre o automóvel e as típicas carruagens, “o cavalo vivo estaria pensando em outro cavalo” e assim, não haveria sustos. A ocorrência deste tipo de acidente, quando os cavalos disparavam ocasionados pelo medo dos automóveis, estava se tornando comum e muitas vezes com consequências trágicas. Nos primórdios da era automobilística, muitos denominavam a invenção como "máquinas infernais", pois trafegavam pelas ruas assustando todos os cavalos e pedestres ao longo do caminho. Só no ano de 1900, foram registradas mais de 200 mortes em acidentes desta natureza na cidade de Nova York.
O busto equino também serviria como o tanque de combustível do veículo, utilizando o espaço de sua parte interna.

## Mito
O desenho do projeto, assim como ilustrações do automóvel, são os únicos registros existentes do Horsey Horseless. A sua existência real é um mito, pois nunca houve comprovação de que o projeto tenha saído do papel, ou seja, se foi montado um protótipo ou que alguma unidade foi vendida.
Podemos afirmar que foi o primeiro carro conceito da história.

## Lista
O Horsey Horseless esta listado entre os 50 piores automóveis da história, conforme publicações especializadas ou a revista Time.